# Campeonato de Cuarta División 1908 (Argentina)
El Campeonato de Cuarta División 1908 fue el Octavo campeonato de la Cuarta categoría del fútbol argentino, equiparable a la actual Primera C (hoy en el Cuarto nivel). Fue organizado por la Argentine Association Football League, disputado con planteles de juveniles, de equipos inscripto en divisiones superiores y colegios e instituciones.
El campeón fue el River Plate V, no ascendió a la Tercera categoría, ya que por aquella época no existía un sistema de ascensos y descensos, y los clubes elegían en qué división deberían jugar.

## Equipos
| Atlanta lV                  | Villa Crespo                |
| Banfield lll                | Banfield                    |
| Boca Juniors III            | La Boca                     |
| C. A. Porteño III           | San Vicente (Buenos Aires)  |
| Club Adrogué III            | Adrogué                     |
| Comercio lll                | Núñez (Buenos Aires)        |
| Estudiantes (BA) IV         | Caseros                     |
| Estudiantes (LP) II         | La Plata                    |
| Gimnasia y Esgrima (BA) III | Palermo (Buenos Aires)      |
| Independiente III           | Avellaneda (Buenos Aires)   |
| Instituto Americano IV      | Adrogué                     |
| Olimpo                      | Ciudad de Buenos Aires      |
| Olimpo II                   | Ciudad de Buenos Aires      |
| River Plate V               | Nuñez (Buenos Aires)        |
| San Isidro III              | San Isidro (Buenos Aires)   |
| San Martin Athletic IV      | San Martin (Buenos Aires)   |
| Sportivo Villa Ballester II | Villa Ballester             |
| Club San Fernando III       | San Fernando (Buenos Aires) |

## Campeonato
| Seccion A              | Pts | PJ | PG | PE | PP |                                     |
| River Plate V          | 26  | 16 | 13 | 0  | 3  |                                     |
| Independiente III      | 20  | 16 | 8  | 4  | 4  |                                     |
| Estudiantes (BA) IV    | 19  | 15 | 9  | 1  | 5  | Falta el resultado de un partido    |
| C. A. Porteño III      | 16  | 14 | 7  | 2  | 5  | Faltan los resultados de 2 partidos |
| San Martin Athletic IV | 16  | 16 | 6  | 4  | 6  |                                     |
| Olimpo                 | 14  | 16 | 6  | 2  | 8  |                                     |
| Banfield lll           | 13  | 16 | 6  | 1  | 9  |                                     |
| Club San Fernando III  | 12  | 15 | 5  | 2  | 8  | Falta el resultado de un partido    |
| Comercio lll           | 4   | 16 | 1  | 2  | 13 |                                     |

| Seccion B                   | Pts | PJ | PG | PE | PP |                                      |
| Atlanta lV                  | ?   | 16 | ?  | ?  | ?  | Faltan los resultados de 16 partidos |
| Boca Juniors III            | ?   | 16 | ?  | ?  | ?  | Faltan los resultados de 16 partidos |
| Club Adrogué III            | ?   | 16 | ?  | ?  | ?  | Faltan los resultados de 16 partidos |
| Estudiantes (LP) II         | ?   | 16 | ?  | ?  | ?  | Faltan los resultados de 16 partidos |
| Gimnasia y Esgrima (BA) III | ?   | 16 | ?  | ?  | ?  | Faltan los resultados de 16 partidos |
| Instituto Americano IV      | ?   | 16 | ?  | ?  | ?  | Faltan los resultados de 16 partidos |
| Olimpo II                   | ?   | 16 | ?  | ?  | ?  | Faltan los resultados de 16 partidos |
| San Isidro III              | ?   | 16 | ?  | ?  | ?  | Faltan los resultados de 16 partidos |
| Sportivo Villa Ballester II | ?   | 16 | ?  | ?  | ?  | Faltan los resultados de 16 partidos |

## Final
En la final de la Cuarta División, Estudiantes (LP) II derrotó a River Plate V por 3 a 0, luego la AFA descalificó a Estudiantes y ordenó que River y Atlanta jugaran una nueva final, donde River se impuso por 4 a 1                                             

River Plate V 4 - Atlanta IV 1
|                                   |
|                                   |
| Campeón River Plate V 1.er título |